# 숀 그린핼시
숀 그린핼시(영어: Shaun Greenhalgh, 1961년 ~ )는 영국의 위조 화가이다. 그는 부모와 함께 1989년부터 영국 볼턴에서 매우 정교한 가짜 미술품 120여 개를 제작해 팔아 약 120만 달러, 한화 약 11억 원의 이득을 챙겼다. 10여 년간 위작을 만들던 그는 결국 2006년경 체포되어, 이듬해 맨체스터 법정에서 4년 6개월형을 선고받았다.
그린핼시는 복역중 회고록 《한 위조 화가의 이야기》를 저술하여 2015년 출판하였는데, 이 회고록에서 그동안 레오나르도 다빈치의 작품으로 알려진 〈아름다운 공주〉(La Bella Principessa)가 자신의 작품이라고 주장해 미술계에 진실 공방을 불러일으켰다. 그린핼시는 〈아름다운 공주〉는 1978년 자신이 슈퍼마켓 종업원을 모델로 그린 작품이라고 주장했다. 1400년대 작품처럼 보이기 위해 일부러 오래 된 종이를 쓰고 고목으로 만든 숯을 쓰기도 했다고 덧붙였다. 한편 그는 다빈치 외에도 스티븐 라우리, 바버라 헤프워스, 에드가 드가의 작품까지도 위조했다고 주장했다.

## 같이 보기
- 위작